# Karmen Joller

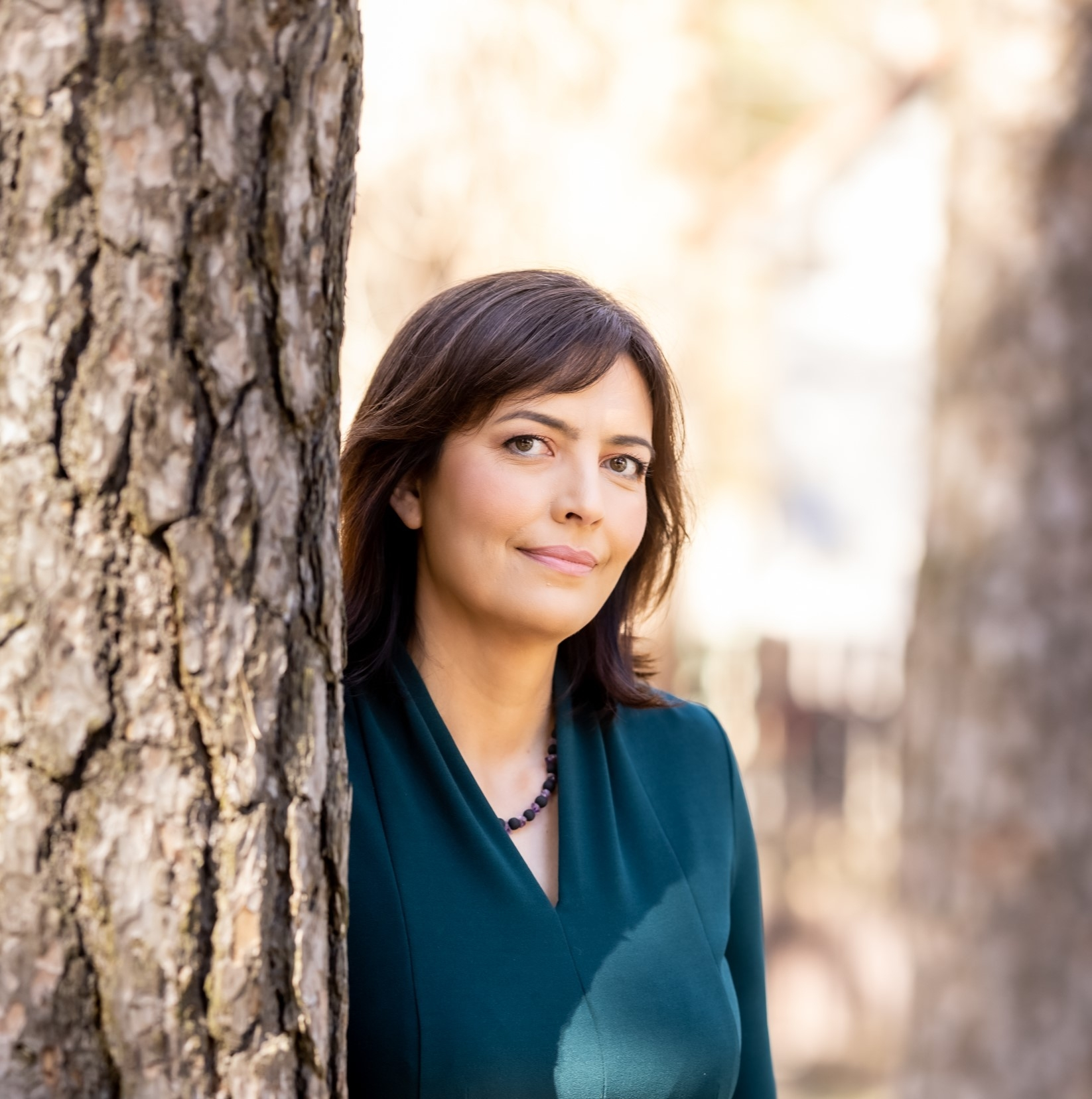
Karmen Joller

Karmen Joller (* 3. Januar 1976 in Rakvere als Karmen Palts) ist eine estnische Ärztin und Politikerin. Sie gehört der Estnischen Reformpartei an. Seit dem 25. März 2025 ist sie Ministerin für Soziale Angelegenheiten im Kabinett Michal.

## Biografie
Joller wurde am 3. Januar 1976 in Rakvere geboren. Sie absolvierte ihr Medizinstudium an der Universität Tartu. Von 2005 bis 2006 arbeitete sie als Hausärztin bei OÜ Meditiim, anschließend bis 2016 im Telliskivi Perearstikeskus in Tallinn. Seit 2016 ist sie im Kivimäe Perearstikeskus tätig.
Joller trat am 23. November 2022 der Estnischen Reformpartei bei. Bei der Parlamentswahl 2023 wurde sie mit 3.564 Stimmen im Wahlkreis Tallinn (Kesklinn, Lasnamäe und Pirita) in den Riigikogu gewählt. Am 25. März 2025 wurde sie zur Ministerin für Soziale Angelegenheiten im Kabinett Michal ernannt.

## Privates
Joller ist seit 2011 mit Jüri Joller verheiratet. Das Paar hat zwei leibliche Söhne und betreut zusätzlich die Kinder ihrer verstorbenen Schwester.